# Владимир Крјуков
Владимир Николајевич Крјуков (рус. Владимир Николаевич Крюко; Москва, 2. октобар 1925) био је совјетски веслачки репрезентативац, члан Веслачког клуба Крила Совјетов из Москве. Најчешће је веслао у саставу осмерца.
Учествовао је на Летњим олимпијским играма 1952. са осмерцем СССР. Освојили су сребрну медаљу иза осмерца САД.
Совјетски осмерац је веслао у саставу: Јевгениј Браго, Владимир Родимушкин, Алексеј Комаров, Игор Борисов, Слава Амирагов, Леонид Гисен, Јевгениј Самсонов, Владимр Крјуков и Игор Пољаков.
Четири године касније 1956. у Мелбурну осмерац који је веслао у саставу: Ернест Вербин, Борис Фјодоров, Слава Амирагов, Леонид Гисен, Јевгениј Самсонов, Анатолиј Антонов, Георгиј Гушенко и Владимир Крјуков и кормилар Владимир Петров испао је у полуфиналу.